# Pupusa

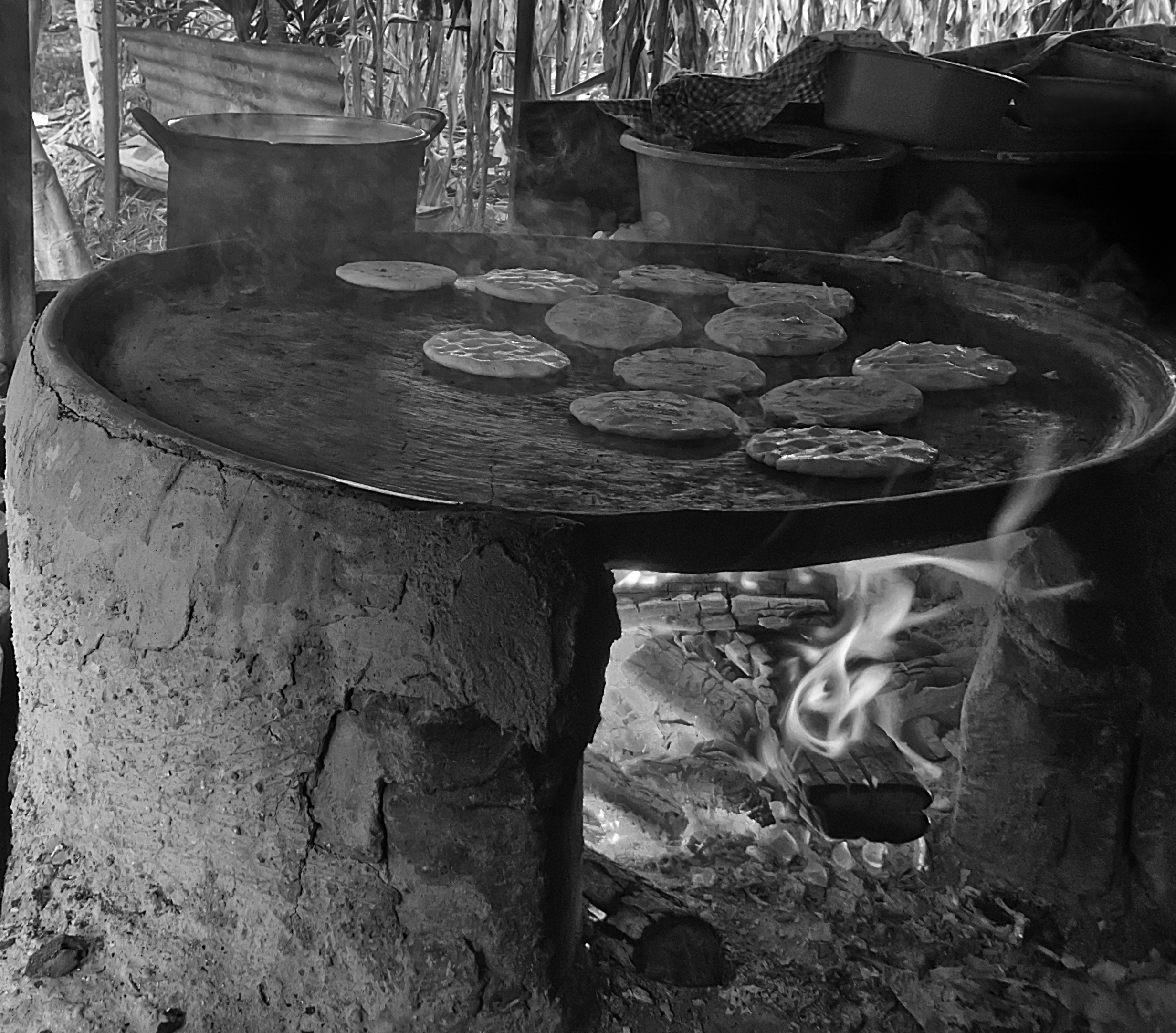
La cottura tradizionale

Le pupusas sono un piatto tipico di El Salvador, simile all'arepa venezuelana o alla gordita messicana. 

## Descrizione
È composto solitamente da masa (impasto di farina di mais e acqua) ma può essere realizzato anche con farina di riso.
Solitamente è farcito con uno o più ingredienti come formaggio locale, chicharrón, zucca, gamberi, carne e fagioli bolliti o fritti. L'impasto viene farcito per poi essere cotto sulla piastra unta con olio di semi di girasole.
Vengono servite calde con un contorno di cavolo marinato in aceto, cipolla e salsa di pomodoro speziata.